# Estación Los Charrúas
Los Charrúas es una estación de ferrocarril ubicada en la localidad Homónima en el Departamento Concordia, Provincia de Entre Ríos, República Argentina. La estación fue habilitada el 24 de enero de 1934.

## Servicios
Pertenece al Ferrocarril General Urquiza, en el ramal que une las estaciones de Concordia Central, y Federal. 

## Ubicación
Se encuentra ubicada entre las estaciones La Criolla y el Apeadero Don Roberto.